# Рут Лоренсо
Рут Лоренсо е испанска певица и композиторка, известна с участието си в петия сезон на британското певческо шоу „The X Factor“, където завършва на пето място. Носещ името „Burn“, дебютният сингъл на певицата достига шестнадесета позиция в родната Испания. През 2014 година е избрана за представител на страната на „Евровизия“.

## Ранни години
Родена е в Торес де Котияс на 10 ноември 1982 година. Още от малка е фен на мюзикъла „Ани“ и въпреки че не е можела да разбере какво се пее, тя пеела на английски заедно с участниците в мюзикъла. На шестгодишна възраст открива музика на Монсерат Кабайе, а след като майка ѝ купува албум на певицата, малката Рут започва да я имитира.
Когато Рут е на 12 години, семейството ѝ се мести в Америка и тогава за пръв път получава възможността да се занимава с музика в училище. Благодарение на продължително поощряване от страна на учителите ѝ тя започва да участва в състезания и да играе главни роли в музикални продукции като „Фантомът от Операта“ и „Моята прекрасна лейди“.
Семейството се завръща в Испания, когато Рут е на 16. Тя е принудена да спре уроците си по пеене поради финансови затруднения, в резултат на което се отказва от мечтата си да стане студиен изпълнител. Три години по-късно се присъединява към рок група, което е предизвикателство за нея, тъй като към тогавашния момент е пяла само опера. През 2002 година отива на прослушване на втория сезон на „Операция Триумф“ – испанската версия на „Стар Академи“, където отпада в първите кръгове. Накрая Рут подписва договор с „Поларис Уърлд“, където е и пиар консултант, и изпълнител.

## The X Factorи след него
През 2008 година Рут се явява на прослушванията на петия сезон на шоуто „The X Factor“. Изпява песента „(You Make Me Feel Like) A Natural Woman“, с което впечатлява журито и продължава напред към тренировъчните лагери. Минава и този етап, след което е изпратена на Сен Тропе заедно с другите участници над 25-годишна възраст. Там тя пее песента „True Colors“ пред ментора си Дани Миноуг и успешно преминава към концертите на живо.
На първия концерт на живо изпълнява „Take My Breath Away“ на английски и испански. Получава добри коментари и по-специално от Саймън Коуел, който я посъветва да пее по-често на родния си език. На следващата седмица изпява „I Just Can't Stop Loving You“ на английски, остава в номинационна битка, но я печели, пеейки „Purple Rain“. Не след дълго Рут отново попада в номинационна битка, като този път е спасена от трима съдии. През седмицата на „Тейк Дет“ изпява „Love Ain't Here Anymore“, за което е похвалена щедро. Осмата седмица поставя край на участието ѝ в шоуто, защото получава най-малък брой гласове от всички участници.
След „The X Factor“ започва да изнася концерти из Великобритания и Ирландия в края на 2008 година. През март 2009 година се присъединява към турне на „The X Factor“. На едно от участията си в Ирландия обявява, че в края на годината ѝ предстои издаване на албум.
На 14 ноември 2009 година пее на включването на коледните светлини в Пейзли, където изпява няколко от известните си песни от „The X Factor“. В кратко интервю след това оповестява, че първият ѝ сингъл и първият ѝ албум ще излязат през месец март 2010 година. Не става ясно заглавието на албума, нито дали е изпяла някои от песните на живо.
От канал „Куатро“ ѝ отправят предложение да напише песен за тяхна теленовела. Тя приема и композира две песни – едната за началните надписи („Quiero Ser Valiente“), а другата за края на сериите („Te Puedo Ver“).
Обявява, че прекъсва работата си с „Върджин Рекърдс“/„И Ем Ай“ поради „креативни различия“ и че ще продължи да работи върху албума си като независим изпълнител.

## BurnиThe Raspberry Pattern
Записва се в уебсайт, чрез който фенове помагат с парични средства за реализиране на така и нереализиралия се дотогава сингъл. Успява да събере необходимите средства и на бял свят се появява „Burn“ (кавър версия на песента на Францис Родино).
Изнася концерти в Испания, Ирландия и Великобритания. Композира песни за други изпълнители, в това число и за момчешката група „Аурин“.
Името на групата ѝ става „The Raspberry Pattern“. Споделя, че не е решено как ще се казва дебютният албум, че може просто да носи името ѝ или името на групата.
| „                           | Работя с неколцина завидно талантливи композитори и продуценти върху колекция от песни, с които не само се гордея, но които ме представят като артист, композитор и изпълнител. Албум, който е верен на същността ми и който, да се надяваме, ще удържи на изпитанието на времето. | “ |
| Рут за своя предстоящ албум | |   |

Подписва с „Ростър Мюзик“ през 2013 година.

## Planeta Azulи„Евровизия“
Датата 1 март 2014 година е обявена за дата на излизане на нейния дългоочакван пръв албум – „Planeta Azul“. На 20 януари е съобщено, че тя е един от петимата кандидат-представители на Испания за „Евровизия“. Месеци по-рано е проведена анкета в уебсайт, където се нарежда на второ място сред най-подходящите кандидати за песенния конкурс.
През февруари излиза песента „Dancing in the Rain“, която се изкачва на първа позиция на Айтюнс (Испания). Печели националната селекция на 22 февруари и това става песента, с която по-късно ще представи страната си на голямата сцена в Копенхаген.